# Indocalamus victorialis
Indocalamus victorialis är en gräsart som beskrevs av Keng f. Indocalamus victorialis ingår i släktet Indocalamus och familjen gräs. Inga underarter finns listade i Catalogue of Life.